# Odontria nesobia
Odontria nesobia är en skalbaggsart som beskrevs av Thomas Broun 1921. Odontria nesobia ingår i släktet Odontria och familjen Melolonthidae. Inga underarter finns listade i Catalogue of Life.